# Junea antissa
Junea antissa är en fjärilsart som beskrevs av Otto Thieme 1906. Junea antissa ingår i släktet Junea och familjen praktfjärilar. Inga underarter finns listade i Catalogue of Life.